# Schweizer Kleinmeister

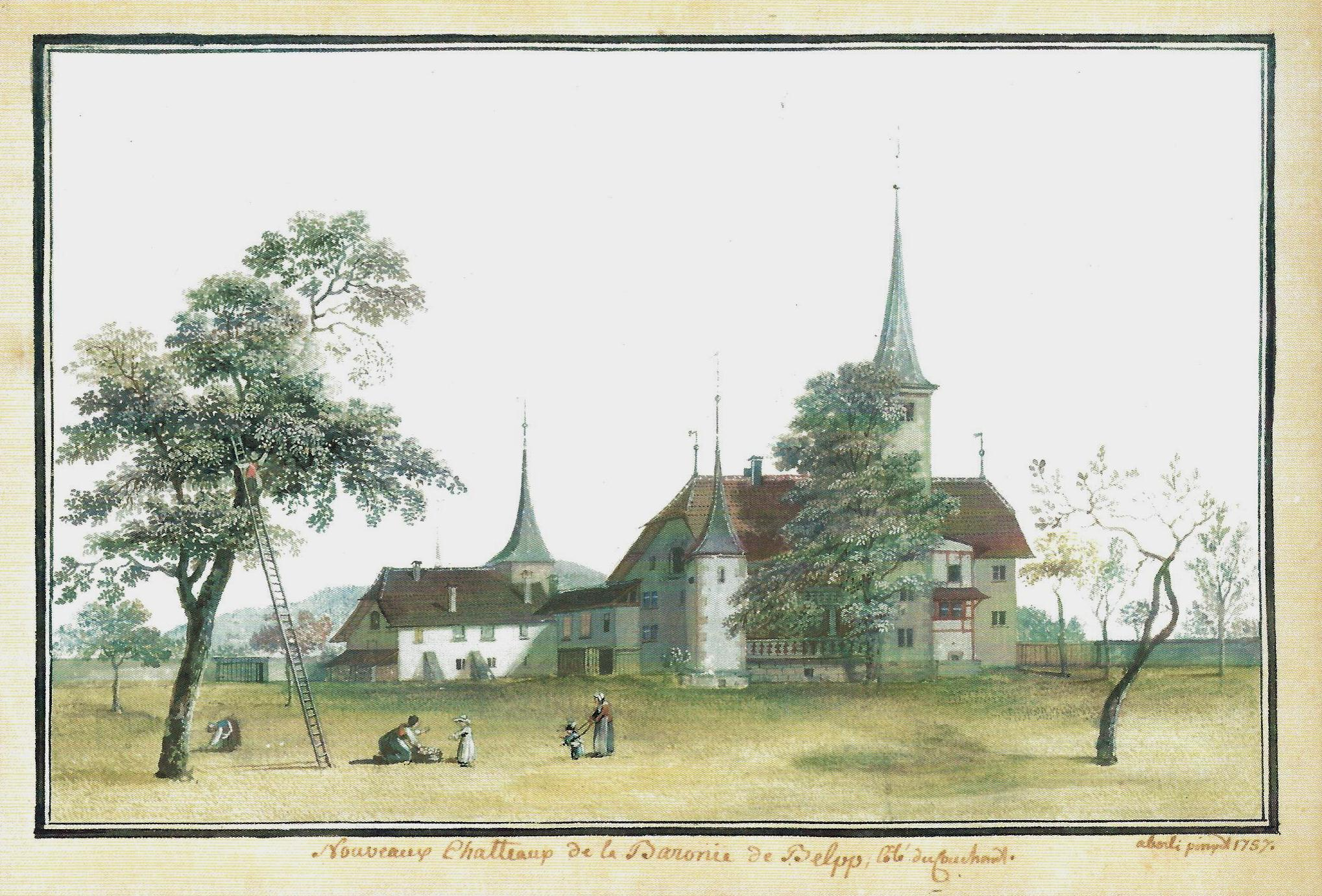
Johann Ludwig Aberli: Schloss Belp, Gouache, 1757

Schweizer Kleinmeister nannte man Maler der Schweiz, die von der Mitte des 18. bis zur Mitte des 19. Jahrhunderts ihre Landschafts- und Stadtmotive vor Ort in ihren Skizzenbüchern festhielten, um sie später in ihrer Werkstatt radieren zu lassen, und die ihre Veduten auf kleiner Leinwand in freier Natur malten und dann an wohlhabende Touristen verkauften. Daneben stellten die Kleinmeister auch Zeichnungen und Aquarelle her. In ihrer Werkstatt arbeiteten Lehrlinge und Gesellen, die von der Vorlage ihres Meisters einen Stich oder eine Aquatinta anfertigten, ausdruckten, kolorierten und an Sammler verkauften. 

Sigmund Freudenberger: Der Verkauf einer Kuh findet soeben seinen Abschluss durch Handschlag.

Die Kleinmeister machten auf ihrer Suche nach Motiven auch Kunstreisen in die Alpen. Über den Verlauf von 100 Jahren erfüllen mehrere Hundert Künstler die weitgefasste Definition der Künstlergruppe, in der auch viele deutsche Künstler, die vorübergehend oder dauerhaft in der Schweiz arbeiteten, einbezogen sind. Allein aus der Bleulerschule in Schaffhausen-Feuerthalen gingen etwa 25 Künstler hervor. 
Einige in den Kleinmeisterschulen ausgebildete Schweizer Künstler, z. B. Samuel Gränicher, wanderten aus und formierten sich stilistisch und thematisch neu. Andere, etwa Philipp Heinrich Dunker in Nürnberg, malten Schweizer Genre- und Landschaftsbilder in der Fremde. Etwas in den Hintergrund gedrängt gab es auch Schweizer Kleinmeisterinnen wie Elise Wysard-Füchslin oder die Bleulertöchter Louise und Caroline und deren Schwägerin Nanette Wirz-Bleuler.
Die Kleinmeister vermarkteten ihre Werke wie Heinrich und Louis Bleuler im eigenen Verlag oder in Kunsthandlungen, für die exemplarisch die Fehr’sche Buchhandlung, nachmals Jakob Bürgi in Bern zu nennen ist.
Das Ende und der Niedergang der Schweizer Kleinmeister wurde ab den 1820er-Jahren durch einen überhitzten Markt, eine Änderung des Geschmacks, die Verlagerung der Tourismusströme und durch das Aufkommen neuer Drucktechniken eingeleitet. Etliche, vor allem deutschstämmige Künstler der Gruppe wie Markus Dinkel, Balthasar Anton Dunker und Marquard Wocher verarmten oder verelendeten nach 1798. 
Die europäische Bedeutung der Kleinmeister beruht darin, dass sie das neuzeitliche Bild von der Schweiz massgeblich mitentwarfen.